# Сауделеры
Сауделеры (понп. Mwehin Sau Deleur) — первая династия, объединившая население острова Понпеи, правившая примерно с 1100 по 1628 год.
Название Deleur было древним названием Понпеи, современного штата, в котором находится столица Федеративных Штатов Микронезии.
Самыми ранними поселенцами на острове, вероятно, были люди культуры лапита с юго-востока Соломоновых островов или архипелага Вануату. Согласно понпейской легенде, главный остров был создан группой из 17 мужчин и женщин из далекой страны на юге, которые сложили камни на окружающем коралловом рифе.